# Paraclara dimidiata
Paraclara dimidiata là một loài ruồi trong họ Tachinidae.